# Барни Гамбл
Барнард «Барни» Гамбл (родился 20 апреля) — персонаж сериала Симпсоны, озвучен Дэном Кастеланнетой. Барни — спрингфилдский пьяница, наиболее известный из нескольких городских алкоголиков и лучший школьный друг Гомера Симпсона.

## Происхождение персонажа
«Барни Гамбл» — пародия (и почти омоним) имени «Барни Раббл» — персонажа мультсериала «Флинстоуны». Барни Раббл — лучший друг Фреда Флинстоуна. В нескольких эпизодах первого сезона, волосы Барни жёлтые. Изначально Барни был лучшим другом Гомера, но в более поздних сезонах на этом посту его сменили Ленни и Карл. Живёт на втором этаже таверны Мо, что видно в серии «Days of Wine and D'oh'ses».

## Особые приметы
Барни почти всегда можно встретить в Таверне Мо, где он завсегдатай. Его пристрастие к алкоголю — источник множества шуток в сериале. У него дребезжащий голос и характерная громкая отрыжка (хотя когда он поёт, голос его совершенно меняется в лучшую сторону и становится похож на голос Джима Нэйборса), а также небольшое косоглазие. Несмотря на свою не самую удачную судьбу, Барни остаётся дружелюбным и излучает добродушие. Огромный, неопрятный и холостой (хотя иногда его можно увидеть с женщинами), он живёт в грязной квартире почти без мебели, хотя иногда днями не вылезает из Таверны Мо. Иногда занимается какой-либо низкооплачиваемой работой, например работает на своего дядю Эла в принадлежащем тому зале для боулинга «Barney’s Bowl-O-Rama», в то же время был владельцем успешного бизнеса по уборке снега, а также космонавтом. В эпизоде «A Star is Burns» Барни отмечает, что ему 40 лет и его настоящее имя Барнард, хотя часто упоминается, что он учился в одном классе с Гомером, чей возраст где-то в районе 38 лет.

## История жизни
Барни предположительно наполовину поляк, наполовину норвежец, по крайней мере его мать приехала из Норвегии. В «Treehouse of Horror XVII» Барни говорит «Я ирландец» (Мо бьёт его) «О, подождите, я поляк!». Его отец, Арни Гамбл, погиб в 1979 году на параде ветеранов, в результате несчастного случая, вместе с Шелдоном Скиннером, Игги Виггамом, Итчем Вестгрином и Гриффом Макдональдом — своими однополчанами из отряда Эйба Симпсона «Летучие Пираньи». Однажды Барни ввёл себя в состояние комы, надеясь встретить своего отца (и растение, которое никогда не поливал) в загробной жизни.
Как правило, Барни изображается лучшим другом Гомера Симпсона ещё со школы (где Барни собирался поступать в Гарвард, пока Гомер не дал ему попробовать пива в ночь перед выпускным экзаменом). В школе Барни встречался с Хлоей, подругой Мардж. Однако, та сбежала, как только Барни сделал ей предложение. Они вновь встретились в серии «She Used to Be My Girl», где Барни на вертолёте спас Хлою из потока магмы во время извержения вулкана. После этого они переспали в вертолёте в воздухе.
Первое появление Барни состоялось в эпизоде «Simpsons Roasting on an Open Fire» — он работал Санта-Клаусом в универмаге и дал Гомеру совет, как можно выиграть на собачьих бегах. В описании первого сезона на DVD упоминается, что изначально авторы планировали, чтобы Барни был соседом Гомера.
В юношестве Барни подавал большие надежды, пока Гомер не познакомил его с пивом. Позже, вместе с Гомером, он был участником популярного квартета «Мошенники», где полностью смог продемонстрировать свои великолепные вокальные данные. Барни демонстрирует свою творческую натуру в эпизоде «A Star is Burns», где ему удаётся выиграть первый приз на Спрингфилдском кинофестивале за документальный фильм о своей жизни алкоголика. Его высокоинтеллектуальное прошлое изредка даёт о себе знать на протяжении всего сериала, например, когда Барни, прежде чем упасть под стойку в таверне Мо, демонстрирует глубокие познания в творчестве Тома Вулфа («Moe'N'A Lisa»).
В серии «$pringfield (Or, How I Learned to Stop Worrying and Love Legalized Gambling)» Барни даёт интервью Кенту Брокману, в котором он говорит, что 5 лет учился современному танцу и чечётке.
Одно время Барни служил в ВМС США подводником на АПЛ «Джебедая» (эпизод «Simpson Tide») под началом своей собственной матери-офицера.

## Значительные события

### Ссоры с камео знаменитостей
Персонаж был вовлечён ссоры со случайно заглянувшими знаменитостями в таверне Мо.
Джо Фрейзер вышел из таверны, победоносно вскинув руки.
С бейсболистом Уэйдом Боггсом ему повезло больше — тот вылетает из бара без сознания, после спора о том, кто был лучшим «английским» премьер-министром.
В серии «Mr. Plow», Барни был так поражён снегоуборочным бизнесом Гомера, что открыл свой собственный, назвав фирму «Король Снегоуборки» и купив снегоочистительную машину намного больше и лучше, чем у конкурента. Ему даже удалось нанять Линду Ронстадт для рекламной песни. «Мы давно думали поработать вместе» — так он комментирует это событие. Ему удалось увести всех клиентов Гомера и даже получить символический ключ от Спрингфилда из рук мэра. Впоследствии Гомеру удалось обмануть Барни, заманив его в поездку на «Пик Забытой Вдовы» чтобы пробраться сквозь снег, за 10 тысяч долларов, но по дороге Барни накрыло снежной лавиной. В конце концов, Гомер спасает Барни, и они снова становятся лучшими друзьями и объединяются в команду, правда снег к тому времени уже тает, и машину Гомера забирают за невыплату процентов по кредиту. В дальнейшем Барни можно увидеть за рулём «Короля Снегоуборки» в эпизоде «Miracle on Evergreen Terrace».

### Воздержание

Трезвый Барни, пилотирующий вертолёт в «Days of Wine and D'oh'ses»

В «Days of Wine and D'oh'ses», Барни бросает пить. В день рождения Мо дарит ему сертификат на курсы управления вертолётом, не ожидая, что Барни пойдет на них. «Можете представить себе этого жирдяя за рулём вертушки?» — спрашивает Мо. Барни отправляется на встречу в общество анонимных алкоголиков, отрезвляется, и берёт уроки управления вертолётом (а тем временем Мо насильно ставит Гомера на роль Барни). Он становится неплохим пилотом, хотя, по собственному признанию, умеет делать только левый поворот. Его новое умение помогает Гомеру спасти Барта и Лизу из лесного пожара. Не желая терять лучшего клиента, Мо ищет способ отучить Барни от привязанности к эспрессо, из-за которой тот почти перестал демонстрировать свою фирменную отрыжку. У него случаются рецидивы в «The Blunder Years» и «I’m Spelling as Fast as I Can», а в эпизоде «My Big Fat Geek Wedding» он возвращается к выпивке. Гомер также подбивает Барни выпить пивка, когда тот играет Улисса Гранта в реконструкции Битвы за Спрингфилд (Несмотря на это, к удивлению, Барни не становится снова алкоголиком). Как бы то ни было, он впадает в своё прежнее состояние в «I’m Spelling as Fast as I Can», и похоже, что навсегда. В начале 16-го сезона ему удаётся быстро собраться и взять под контроль свой вертолёт, чтобы спасти старую подругу от потока вулканической лавы.
Тем не менее, в 18-м сезоне, и в полнометражном фильме, Барни снова обретает свои привычки и замашки алкоголика, включая взъерошенную причёску.

### Другое
- Пару раз Барни появлялся в женской одежде (в купальнике). Обычно пьяным.
- Однажды осенью рекламировал подгузники, надев огромного размера памперс и раздавая шарахающимся от него людям листовки. Отрекомендовывался как Бутуз.
- Создатели фильма отрицают данный факт, но большинство фанатов сериала «Симпсоны» замечают поразительное сходство Барни с Нельсоном. Вполне возможно, что именно алкоголик Барни и есть сбежавший отец школьного хулигана. Но так как настоящий отец был обнаружен Бартом в цирке, данную версию часто опровергают. Зная разгульный характер Барни и матери Нельсона и их взаимную любовь к алкоголю, можно вывести теорию, что Нельсон вполне мог появиться посредством случайной связи[источник не указан 2542 дня].